# Chrysopogon orientalis
Chrysopogon orientalis är en gräsart som först beskrevs av Nicaise Auguste Desvaux, och fick sitt nu gällande namn av Aimée Antoinette Camus. Chrysopogon orientalis ingår i släktet Chrysopogon och familjen gräs. Inga underarter finns listade i Catalogue of Life.